# Улица Володарского (Таруса)
Улица Володарского — улица в исторической части Тарусы, проходит от улицы Декабристов до улицы Свердлова. Протяжённость улицы 401 метр.

## История
Проложена согласно регулярному плану застройки города 1777 года, предопределившему прямоугольное сечение улицами городской застройки. Историческое название — Садовая, вела от берега Оки по берегу оврага Посерка. До 1994 года у выхода улицы к реке находилась речная пристань
С установлением советской власти улице было дано название в память активного участника Великой Октябрьской революции (1917), народного комиссара по делам печати, пропаганды и агитации Советской России М. М. Володарского (1891—1918), убитого эсерами 20 июня 1918 года в Петрограде.
В октябре 2020 года улице было изменено название, она стала носить имя Прончищева, уроженца Тарусского уезда, офицера Российского военно-морского флота Василия Васильевича Прончищева, исследователя Арктического побережья России, первооткрывателя полуострова Таймыр, погибшего во время Великой Северной экспедиции в августе 1736 года. Однако уже в январе следующего года переименование улицы было отложено на два года. Жители города выражали протест против переименования.
Из заложенного на улице шурфа получен богатый археологический материал о древних поселениях на территории Тарусы.

## Достопримечательности

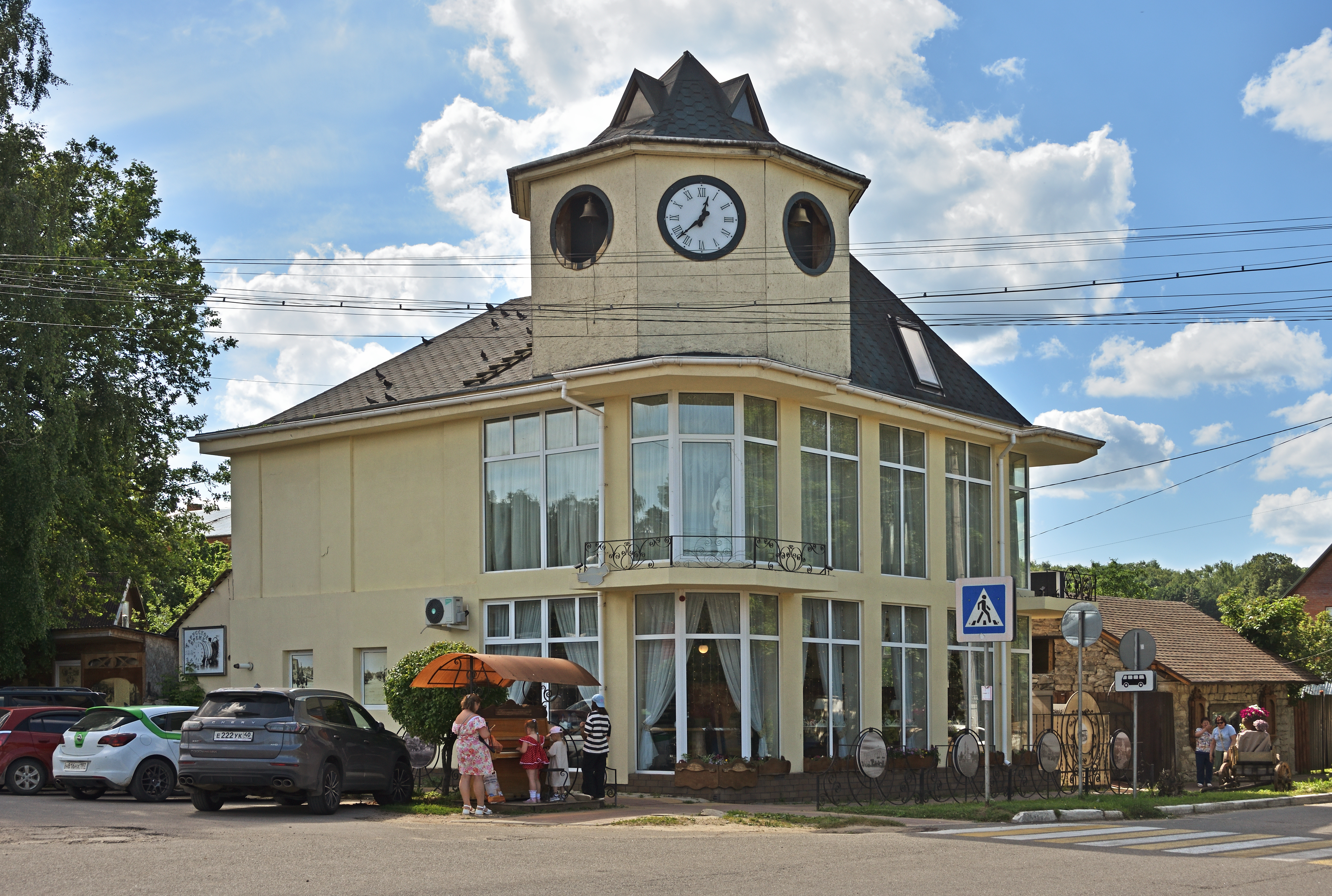
Угол с улицей Луначарского

д. 1 — Дом кожевенного склада купца Позднякова
д. 2 — жилой дом
д. 4 — жилой дом